# 필리드로사우루스

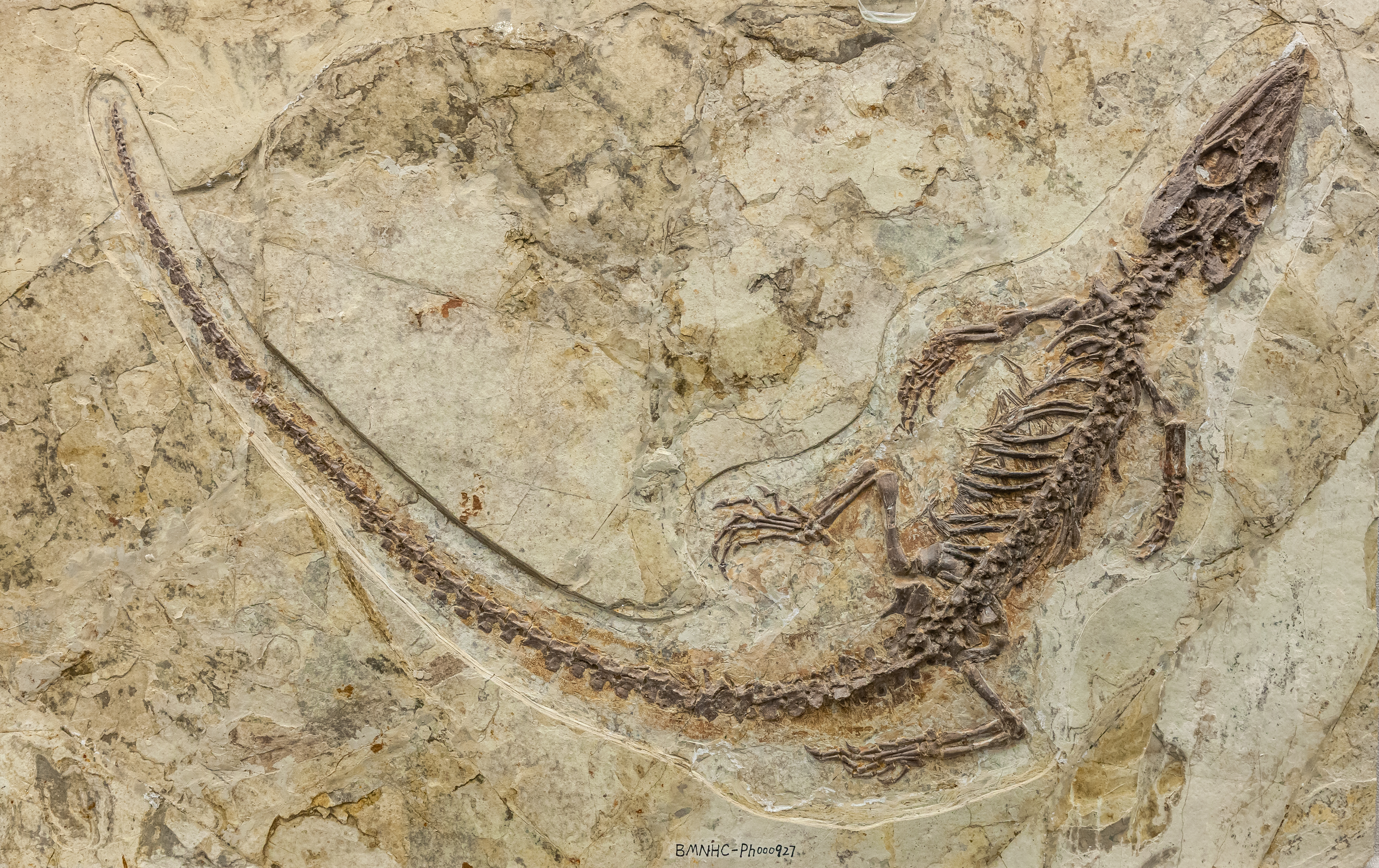

필리드로사우루스(학명:Philydrosaurus proseilus)는 도마뱀아목에 이케초사우루스과에 속하는 도마뱀이다. 지금은 멸종된 종으로 몸길이가 2~3m인 거대한 도마뱀에 속한다.

## 특징
필리드로사우루스(Philydrosaurus)는 백악기 초기에 중국에 존재했던 초리스토데란의 멸종된 속이다. P. manadilus의 종류는 2005년에 이름 지어졌다. 필리포타우루스(Philydrosaurus)는 주포탕 포메이션에서 발견되었으며, 이시안 포메이션에서 발견된 몬쥬로수쿠스보다 약간 어리다. 뚜렷한 굴곡은 두개골의 앞쪽 뼈와 뒤쪽의 뼈를 감싸고 있으며 필리드로사우루스와 관련된 제네라를 구분한다. 보통 초리스토데레스 두개골 뒤쪽에 구멍으로 나타나는 하측 측두 페네스트라는 필리드로사우루스에서는 뼈에 의해 닫힌다. 눈구멍은 크고 서로 간격을 좁히는데 몬쥬로수쿠스나 레자로수쿠스와 비슷하다. 필리드로사우루스는 눈이 등받이보다는 근접한 간격을 가지지 않고 측면으로 향하기 때문에 이들 합창단보다 더 기초적인 것으로 여겨진다. 이 두개골은 가장 기초적인 맥락막인 횡격막과 모양이 비슷하다. 두개골의 짧음과 측면으로 향하는 눈구멍은 초리스토드의 조상 조건을 나타낼 가능성이 높지만 폐쇄된 하측 측두연골은 그 속을 보다 발전된 형태와 연결시킨다. 양턱에는 총 15~25개의 삼각형 모양을 가진 세렝된 이빨을 가지고 있다. 필리드로사우루스의 뼈대가 해치 후 청소년들과 함께 발견되어 해치 후 부모양육에 종사하고 있는 것으로 보인다. 먹이로는 당대에 서식했던 물고기, 작은 동물, 절지동물을 주로 잡아먹고 살았을 육식성의 도마뱀으로 추정되는 종이다.

## 생존시기와 서식지와 화석의 발견
필리드로사우루스가 생존하던 시기는 백악기 초기로서 지금으로부터 약 1억 4550만년전~1억 2000만년전에 생존했던 종이다. 생존했던 시기에는 중국을 중심으로 하는 동남아시아의 강, 호수와 산맥의 숲으로 이뤄진 밀림에서 주로 서식했었던 도마뱀이다. 화석의 발견은 2005년에 중극의 백악기에 향성된 지층에서 중국의 고생물학자들에 의하여 처음으로 화석이 발견되어 새롭게 명명된 종이다.

## 같이 보기
- 파충류
- 중생대
- 백악기
- 도마뱀
- 화석